# Kleine Freiheit (2003)
Kleine Freiheit  (internationaler Titel A Little Bit of Freedom) ist ein Film des kurdischen Regisseurs Yüksel Yavuz aus dem Jahr 2003 über die Freundschaft (und spätere Beziehung) zwischen zwei illegalen Einwanderer im Teenageralter. Der deutsche Titel des Films spielt auf die Große Freiheit im Hamburger Rotlichtviertel St. Pauli an, dem Handlungsort des Films.

## Handlung
Baran ist ein junger Kurde, der nach Hamburg geschickt wurde, nachdem seine Eltern, die kurdischen Rebellen geholfen hatten, von der türkischen Miliz verraten und anschließend getötet wurden. Jetzt, da Baran 16 Jahre alt ist, darf er nicht mehr in Deutschland bleiben und steht vor der düsteren Aussicht, zurückgeschoben zu werden. Baran trifft Chernor, einen afrikanischen Jungen, der das gleiche Problem hat und mit Drogen handelt, um etwas Geld zu verdienen. Noch komplizierter wird es, als Baran den Verräter seiner Familie entdeckt und ihn töten will. Der Mann bittet jedoch um sein Leben und Baran verschont ihn. Schließlich werden sowohl Cherno als auch Baran, der verzweifelt versucht hatte, Cherno zu befreien, von der Polizei festgenommen.

## Rezeption
Im Jahr 2003 wurde der Film bei den Filmfestspielen von Cannes gezeigt. Der Film wurde von der Kritik sehr gut aufgenommen, insbesondere wegen seiner genauen Darstellung des türkisch-kurdischen Konflikts und der schauspielerischen Fähigkeiten der Amateurschauspieler. Cagdas Bozkurt gewann einen Schauspielpreis beim Ankara Film Festival, während der Film beim Internationalen Istanbuler Filmfestival einen Publikumspreis gewann und beim Ankara International Filmfestival den Grand Prix gewann.
Das Lexikon des internationalen Films lobt den Film als „[ü]berzeugendes und realitätsnahes Jugenddrama, das ein Leben am Rande der Gesellschaft zeigt.“